# Torremayor
Torremayor es un municipio español, perteneciente a la provincia de Badajoz (comunidad autónoma de Extremadura).

## Situación
Asentado sobre el margen derecho del río Guadiana, entre los cerros del Presidio y del Prelado, está bañado por sus afluentes, los ríos Lácara y Lacarón. Pertenece a la comarca de Tierra de Mérida - Vegas Bajas y al Partido judicial de Montijo.

## Clima
Su clima es mediterráneo continentalizado, con inviernos fríos de 6,3 °C de temperatura media y -12º de mínima, y los veranos calurosos, con temperaturas medias de 26,4º mínima y 40° máxima.

## Demografía
Torremayor cuenta con una población de 1004 habitantes (INE 2024).
| Gráfica de evolución demográfica de Torremayor entre 1842 y 2021                                                      |
| |
| Población de derecho según los censos de población del INE. Población de hecho según los censos de población del INE. |

## Historia
Se han descubierto utensilios pertenecientes al Paleolítico Inferior como cantos trabajados en cuarcita.
De la época del Imperio romano existían varias edificaciones situadas entre la antigua calzada romana Mérida-Lisboa y el Guadiana, destacando especialmente la villa romana La Floriana. Los núcleos agrícolas debieron prolongarse durante el período visigodo, prolongándose hasta la invasión árabe de Muza en el año 713, verdadero comienzo de la historia de Torremayor, que la llamaron Alguijuela (‘el camino de guijas’).
En 1230, las tropas de Alfonso IX de León derrotan en Mérida al almohade Aben-Hut. Por concesiones que su padre y su abuelo habían hecho al arzobispo de Santiago de Compostela, le fue entregada la ciudad de Mérida y sus tierras, incluida Torremayor. Ante la imposibilidad del arzobispo para mantener las defensas de Mérida, firmó un acuerdo con la Orden de Santiago, recogido en el Fuero de Mérida donde se repartieron las poblaciones, pasando Torremayor a pertenecer a la Orden de Santiago.

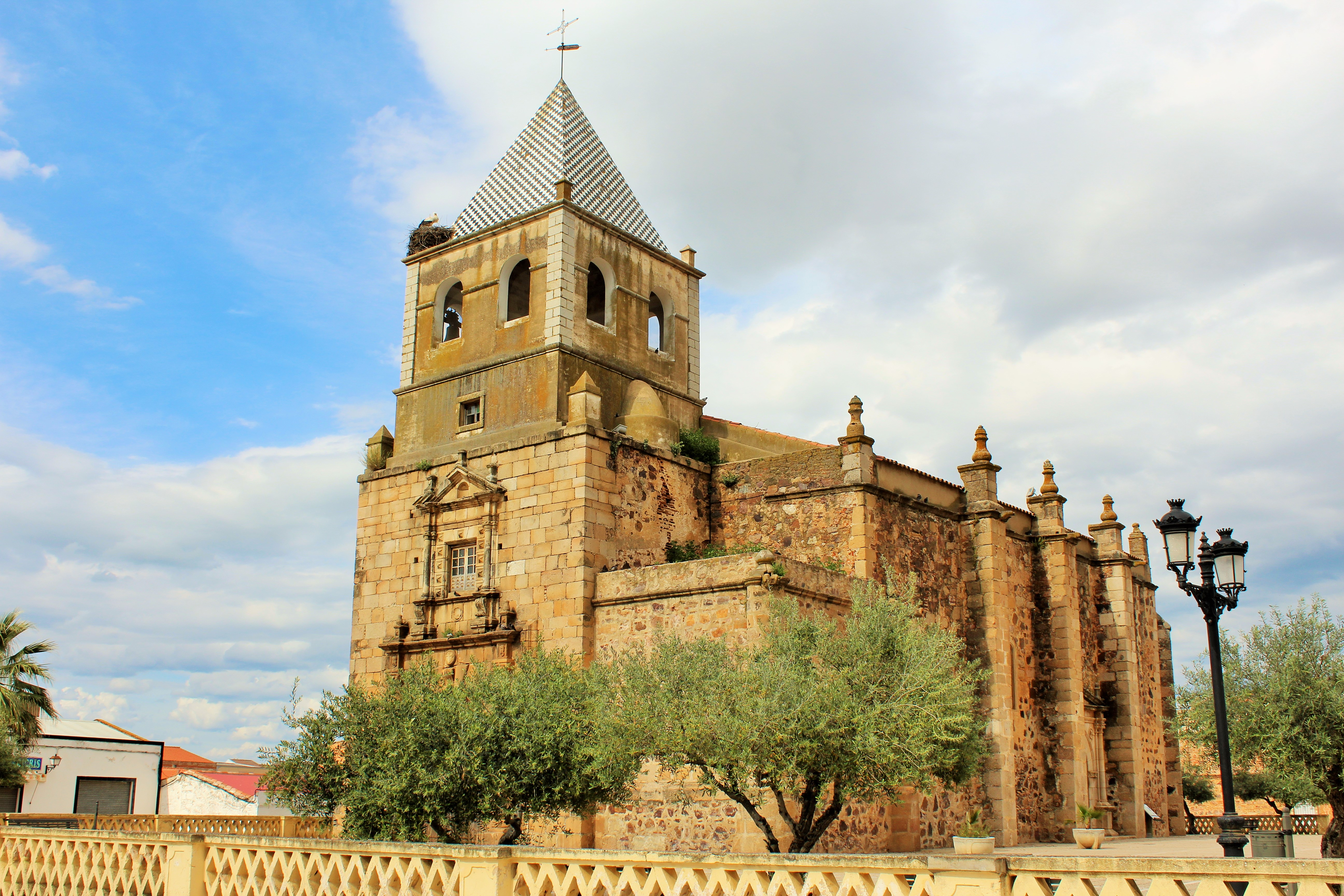
Iglesia parroquial.

Su repoblación fue realizada, en el siglo XV, por Ortiz de Tovar, quien trajo gente procedente de Portugal, Castilla y Galicia. A las tierras encomendadas a la Orden de Santiago se las llamó Provincia de León, por lo que Torremayor pertenecía desde el año 1255 al Priorato de San Marcos de León, y a finales del siglo XIV pertenecía al de Llerena y a la Encomienda de Mérida.
Ante la necesidad económica que Felipe IV de España tenía por vender sus 20.000 señoríos de toda España, el 24 de noviembre de 1626, la villa de la Alguijuela pasa a ser propiedad de D. Juan Antonio de Vera y Zúñiga, Conde de la Roca. Para esta compra, el conde de la Roca tuvo que obtener un breve papal del pontífice Urbano VIII dirigido al rey, por el que se permitía la separación del lugar de la mesa Maestral de la Orden de Santiago. En 1649, La Alguijuela compró a Felipe IV el título de Villa, pasando a llamarse Villa de la Alguijuela del Conde hasta que en 1690, por imposición popular, el pueblo cambió el nombre por el actual de Torremayor.
La decadencia acompañó a la localidad en siglos posteriores. 
A la caída del Antiguo Régimen la localidad se constituye en municipio constitucional en la región de Extremadura. Desde 1834 quedó integrado en el Partido judicial de Mérida. En el censo de 1842 contaba con 103 hogares y 510 vecinos.
Ya en el siglo XX, durante los años 1960, parte de las tierras de secano se convirtieron en regadío, dando a la localidad cierto empuje económico, pero en décadas posteriores y hasta el momento actual, la emigración ha hecho que pierda un importante número de ciudadanos.

## Edificaciones notables
Existen en Torremayor varias casas solariegas correspondientes a hidalgos del siglo XVII y XVIII con portadas de piedra y blasones.
Una edificación importante es la Casa-palacio del Conde de la Roca, asentada sobre una antigua villa romana con un torreón. Dentro del recinto hay un arco de medio punto románico del siglo XV, pozos subterráneos y restos de una ermita con la que se construyó el atrio de la iglesia de Santiago Apóstol.

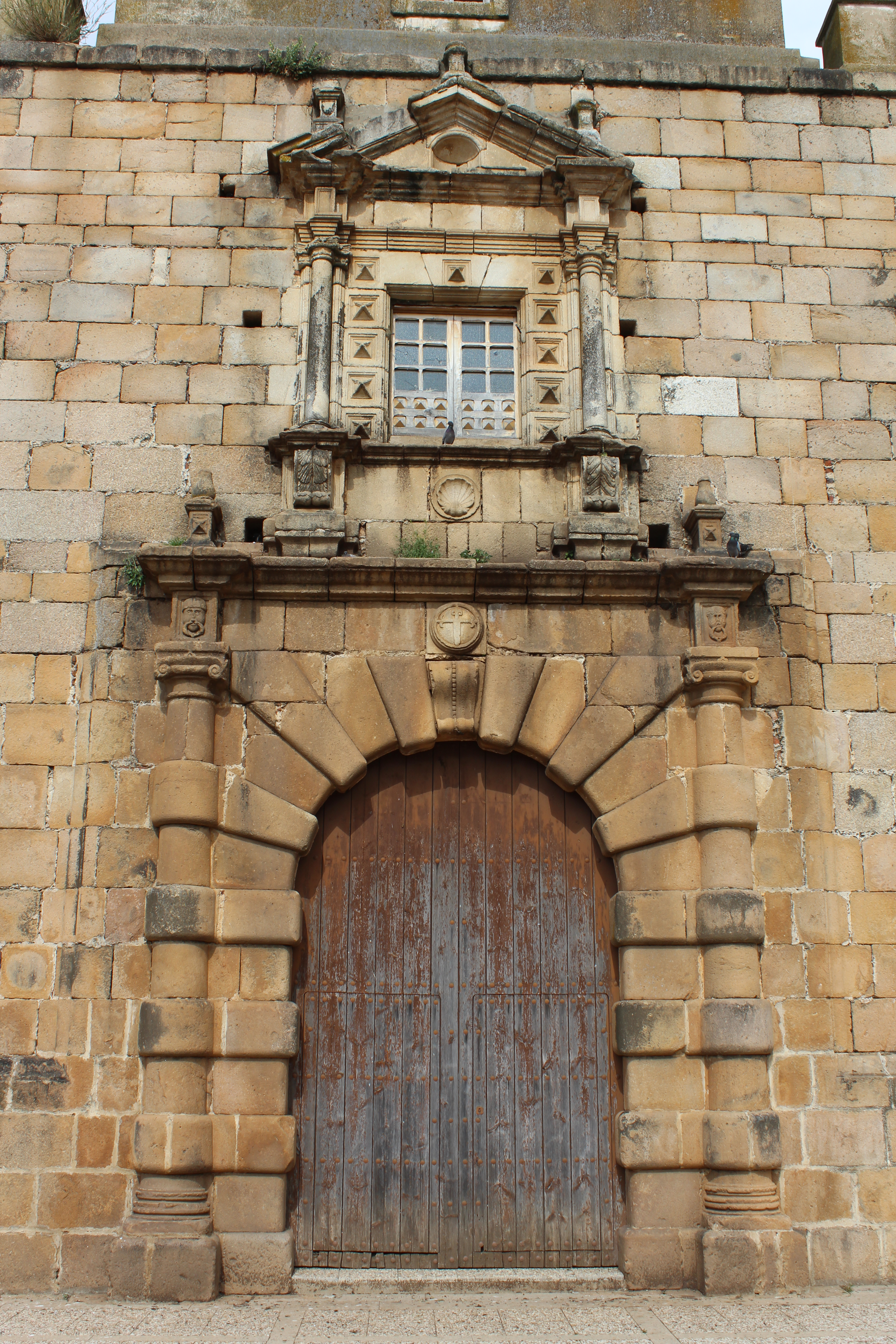
Portada principal de la iglesia parroquial.

Iglesia parroquial católica bajo la advocación de Santiago Apóstol, en la Archidiócesis de Mérida-Badajoz. Interesante 
edificio en fábrica de mampostería y sillares de granito. Cuenta con una planta de una sola nave dividida en cuatro tramos con una 
cubierta de bóveda de cañón sobre cuatro arcos fajones. La cabecera tiene dos ámbitos, el presbiterio, y el altar mayor con bóveda de crucería. Los contrafuertes de sillería rodean todo el templo. La portada del lado de la epístola es renacentista, con un arco de medio punto franqueado por columnillas jónicas sobre pilastras, con medallones en las enjutas y frontón de coronación. Sobre el cuerpo bajo de la torre, formado por un placado isódano de sillares, se abre la portada principal, de aspecto recio, con arco de medio punto. Sobre ella se abre una ventana adintelada con marco de casetones en punta de diamante, rodeado de un conjunto decorativo igual al de la portada del Evangelio. El retablo mayor data del siglo XVI y es plateresco. No se hizo para la capilla mayor sino que se piensa que procede de otra parroquia. Es de planta recta, con banco de dos cuerpos y tres calles. Los dos cuerpos del retablo muestran cuatro tablas con la imagen de Santiago matamoros. La iconografía a la izquierda del sagrario representa a Cristo amarrado a la columna, y a la derecha, una figura femenina, de porte distinguido, con un báculo a la derecha y una rosa a la izquierda. La Anunciación y la oración en el huerto se representan en el primer cuerpo. Las tablas del segundo y la imagen titular se refieren a temas jacobeos. En el ático se representa el Descendimiento en vez de la Crucifixión como suele ser normal.

## Fiestas
- San Isidro (15 de mayo)
- El Cristo: Fiestas Patronales (14 de septiembre)

## Gastronomía
En la gastronomía de Torremayor destacan el gazpacho, las ensaladas con productos de la huerta, la caldereta de cordero, el cocido extremeño y el moje de peces, así como los embutidos. En cuanto a repostería, son famosas sus magdalenas.